# Kyle Anderson (kosárlabdázó)
Kyle Forman Anderson (New York, 1993. szeptember 20. –), kínai nevén Li Kajer (Lǐ Kǎiěr) (egyszerűsített kínai írás: 李凯尔; hagyományos kínai írás: 李凱爾), amerikai születésű, kínai válogatott kosárlabdázó, a Miami Heat játékosa a National Basketball Associationben (NBA). Egyetemen a UCLA Bruins színeiben kosárlabdázott, ahonnan a 2013–2014-es szezon után távozott, hogy részt vegyen a 2014-es NBA-drafton, ahol a San Antonio Spurs választotta ki a harmincadik helyen.
Beceneve Slow Mo, kiemelkedő labdakezelési képességekkel rendelkezik, aminek következtében irányítóként kezdett, de magassága miatt gyakrabban a csatár pozíciókban vetették be. Középiskolában sorozatban két állami bajnoki címet is nyert, végzősként meg is választották New Jersey legjobb játékosának. A középiskolás évfolyam egyik legjobbjaként került a UCLA egyetemi csapatába, elsőévesként beválasztották a Pac–12 főcsoport második legjobb csapatába. A következő szezonban áthelyezték az irányító posztra, ahol játékával kiérdemelte a Pac–12 Legkiemelkedőbb játékosa elismerést. A csapatot első főcsoportgyőzelmükhöz vezette hat év után. Négy évig játszott a San Antonio színeiben, mielőtt 2019-ben leszerződtette a Memphis Grizzlies, majd szerződése lejárta után a Timberwolveshoz szerződött.
2023-ban kínai állampolgár lett és dédnagyapja hazáját képviselte a 2023-as világbajnokságon.

## Statisztika

### Egyetem
| Év        | Csapat      | JM | KM | JP/M | MG%  | 3P%  | BD%  | LP/M | GP/M | L/M | B/M | P/M  |
| --------- | ----------- | -- | -- | ---- | ---- | ---- | ---- | ---- | ---- | --- | --- | ---- |
| 2012–2013 | UCLA Bruins | 35 | 34 | 29,9 | .416 | .211 | .735 | 8,6  | 3,5  | 1,8 | 0,9 | 9,7  |
| 2013–2014 | UCLA Bruins | 36 | 36 | 33,2 | .480 | .483 | .737 | 8,8  | 6,5  | 1,8 | 0,8 | 14,6 |
| Karrier   | Karrier     | 71 | 70 | 31,6 | .452 | .375 | .736 | 8,7  | 5,0  | 1,8 | 0,8 | 12,2 |

### NBA

#### Alapszakasz
| Év        | Csapat                 | JM  | KM  | JP/M | MG%  | 3P%  | BD%  | LP/M | GP/M | L/M | B/M | P/M  |
| --------- | ---------------------- | --- | --- | ---- | ---- | ---- | ---- | ---- | ---- | --- | --- | ---- |
| 2014–2015 | San Antonio Spurs      | 33  | 8   | 10,8 | .348 | .273 | .643 | 2,2  | 0,8  | 0,5 | 0,2 | 2,2  |
| 2015–2016 | San Antonio Spurs      | 78  | 11  | 16,0 | .468 | .324 | .747 | 3,1  | 1,6  | 0,8 | 0,4 | 4,5  |
| 2016–2017 | San Antonio Spurs      | 72  | 14  | 14,2 | .445 | .375 | .789 | 2,9  | 1,3  | 0,7 | 0,4 | 3,4  |
| 2017–2018 | San Antonio Spurs      | 74  | 67  | 26,7 | .527 | .333 | .712 | 5,4  | 2,7  | 1,6 | 0,8 | 7,9  |
| 2018–2019 | Memphis Grizzlies      | 43  | 40  | 29,8 | .543 | .265 | .578 | 5,8  | 3,0  | 1,3 | 0,9 | 8,0  |
| 2019–2020 | Memphis Grizzlies      | 67  | 28  | 19,8 | .474 | .282 | .667 | 4,3  | 2,4  | 0,8 | 0,6 | 5,8  |
| 2020–2021 | Memphis Grizzlies      | 69  | 69  | 27,3 | .468 | .360 | .783 | 5,7  | 3,6  | 1,2 | 0,8 | 12,4 |
| 2021–2022 | Memphis Grizzlies      | 69  | 11  | 21,5 | .446 | .330 | .638 | 5,3  | 2,7  | 1,1 | 0,7 | 7,6  |
| 2022–2023 | Minnesota Timberwolves | 69  | 46  | 28,4 | .509 | .410 | .735 | 5,3  | 4,9  | 1,1 | 0,9 | 9,4  |
| Karrier   | Karrier                | 574 | 294 | 21,8 | .481 | .345 | .715 | 4,5  | 2,6  | 1,0 | 0,6 | 7,0  |

#### Rájátszás
| Év      | Csapat                 | JM | KM | JP/M | MG%  | 3P%  | BD%   | LP/M | GP/M | L/M | B/M | P/M |
| ------- | ---------------------- | -- | -- | ---- | ---- | ---- | ----- | ---- | ---- | --- | --- | --- |
| 2016    | San Antonio Spurs      | 10 | 0  | 12,9 | .320 | .333 | .857  | 2,4  | 0,7  | 0,6 | 0,3 | 2,3 |
| 2017    | San Antonio Spurs      | 15 | 1  | 13,0 | .571 | .300 | .727  | 3,1  | 1,7  | 0,7 | 0,1 | 5,5 |
| 2018    | San Antonio Spurs      | 5  | 1  | 14,8 | .600 | .000 | .750  | 2,6  | 0,6  | 1,2 | 0,2 | 5,4 |
| 2021    | Memphis Grizzlies      | 5  | 5  | 28,4 | .429 | .250 | .750  | 5,0  | 3,2  | 2,8 | 0,0 | 8,4 |
| 2022    | Memphis Grizzlies      | 12 | 1  | 18,4 | .569 | .250 | .611  | 4,3  | 1,8  | 0,9 | 0,6 | 6,0 |
| 2023    | Minnesota Timberwolves | 4  | 0  | 25,9 | .500 | .333 | 1.000 | 4,0  | 4,5  | 1,8 | 0,5 | 8,5 |
| Karrier | Karrier                | 51 | 8  | 16,9 | .509 | .255 | .717  | 3,5  | 1,8  | 1,1 | 0,3 | 5,5 |